# Neanotis gracilis
Neanotis gracilis är en måreväxtart som först beskrevs av Joseph Dalton Hooker, och fick sitt nu gällande namn av Walter Hepworth Lewis. Neanotis gracilis ingår i släktet Neanotis och familjen måreväxter. Inga underarter finns listade i Catalogue of Life.